# Síjöring az 1928. évi téli olimpiai játékokon
Az 1928. évi téli olimpiai játékokon a síjöring bemutatóként szerepelt a programban. A versenyt február 12-én rendezték.
A síjöringben egy kutya (vagy kutyák), vagy ló, vagy valamilyen motoros meghajtású jármű húz egy síléceken haladó személyt. Az olimpián a síjöringnek az a változata szerepelt, amikor a ló húzza a síelőt és a lón nem ül lovas. Akadályok nem voltak és a versenyzők azonos időben haladtak a pályán. A pálya egy befagyott tó volt.

## Végeredmény
| Helyezés | Nemzet       | Versenyző   |
| -------- | ------------ | ----------- |
| Arany    | R. Wettstein | Svájc (SUI) |
| Ezüst    | Torriani     | Svájc (SUI) |
| Bronz    | Muckenbrün   | Svájc (SUI) |

### Fordítás
Ez a szócikk részben vagy egészben  a   Skijoring at the 1928 Winter Olympics című angol Wikipédia-szócikk fordításán alapul.  Az eredeti cikk szerkesztőit annak laptörténete sorolja fel. Ez a jelzés csupán a megfogalmazás eredetét és a szerzői jogokat jelzi, nem szolgál a cikkben szereplő információk forrásmegjelöléseként.